# Republikanska plattformen

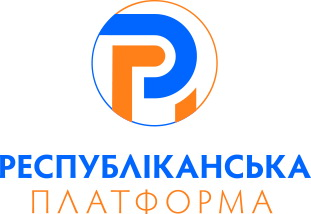

Republikanska plattformen (Республіканська платформа) är ett politiskt parti i Ukraina.
Partiet har, i parlamentsvalen, ingått i följande valallianser:
- 2002: Julia Tymosjenkos block.
- 2006: Blocket Vårt Ukraina
- 2007: Vårt Ukraina - Folkets självförvarsblock.